# Lószőrpálma
A lószőrpálma vagy törpe lószőrpálma, gyakran egyszerűen csak törpepálma (Chamaerops humilis) a pálmafélék (Arecaceae) családjába tartozó faj, a Chamaerops nemzetség egyetlen faja. Legtöbb neve (így a meglehetősen elterjedt, spanyolos palmito) alacsony termetére utal, miként tudományos neve is, amit a chamai (alacsony) és rhops (cserje) szavakból képeztek.

## Elterjedése
A Földközi-tenger nyugati medencéjében őshonos. A krétai datolyapálma (Phoenix theophrasti) mellett ez Európa másik őshonos pálmafaja, egyben a legészakibb természetesen előforduló pálmafaj. A 20. század közepén elterjedésének északi határa Nizza körül volt, de az ezután következő lehűlés keményebb telei nagyjából Nápolyig szorították vissza. Ebben valószínűleg közrejátszottak az emberek is, akik a levelét rendszeresen szedték. Azóta a felmelegedéssel újra északnak terjeszkedik.

## Leírása
Törzse szinte nincs is. Szabálytalan legyezős leveleinek üstöke legfeljebb 3–5 m-re magasodik fel. Általában sarjakat nevel; gyakran többtörzsű. A tüskés, rendkívül szúrós levélnyeleken mintegy 15 cm-es, legyező alakú, merev, gyakran szürkés árnyalatú levelek nőnek (Johnson).
Füzérvirágzatai csupán 15 cm hosszúak (Johnson).

## Életmódja, termőhelye
Lassan növő ernyőpálma. A nyári nagy hőséget éppolyan jól tűri, mint a zord telet (-15 fokig). Vízigénye nem túl nagy, az aszályt jól tűri.
Kétlaki.

## Változatai
Két változata ismert:
- Chamaerops humilis var. humilis – Délnyugat-Európa. Levelei zöldek.
- Chamaerops humilis var. argentea (syn. var. cerifera) – Északnyugat-Afrika. Levelei ezüstös-kékes színűek.

## Felhasználása
A „lószőrpálma” nevet azért kapta, mert széthasogatott, megszárított leveleiből készült a lószőrpótló afrik (ami onnan kapta a nevét, hogy a legtöbb pálmalevelet Észak-Afrikában takarították be).
Szobanövényként is elterjedt.

## Képek

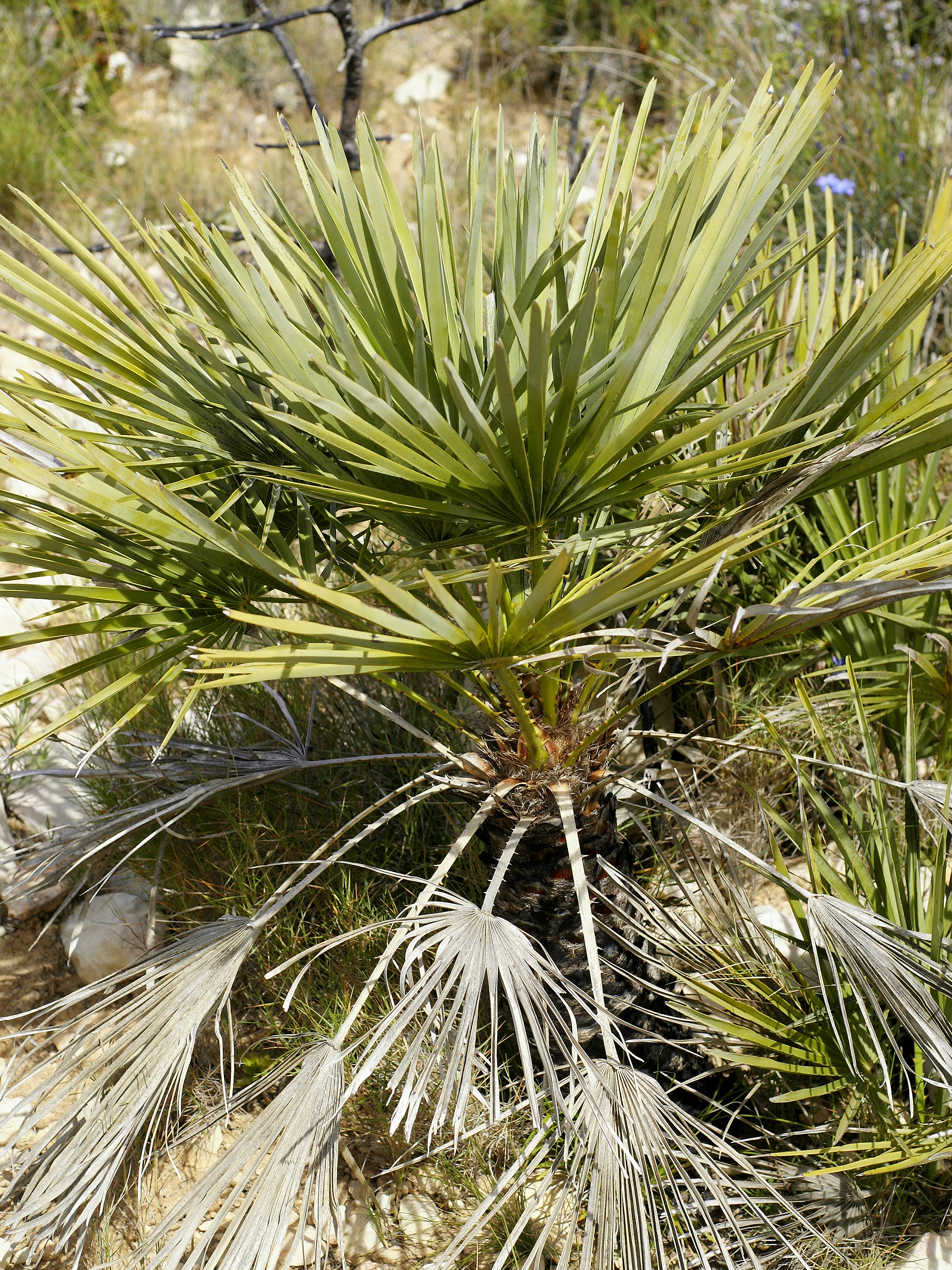
Chamaerops humilis var. humilis
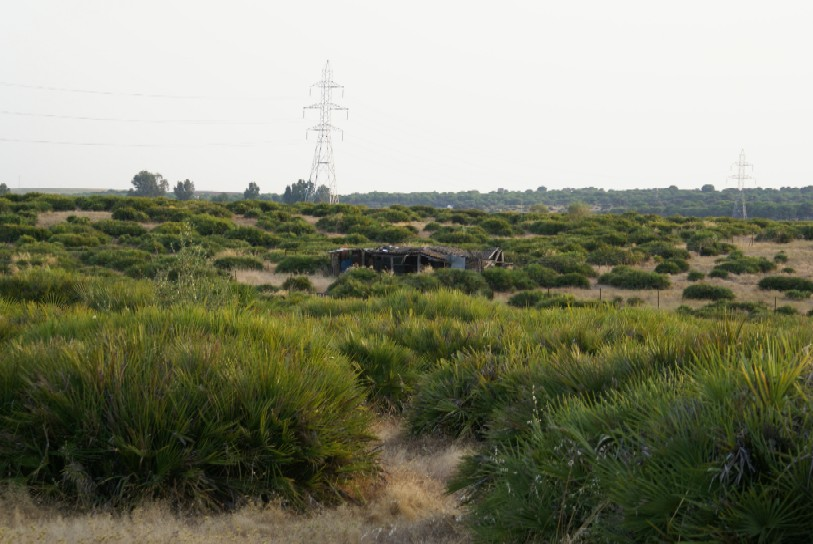
Lószőrpálmás bozótos Spanyolországban
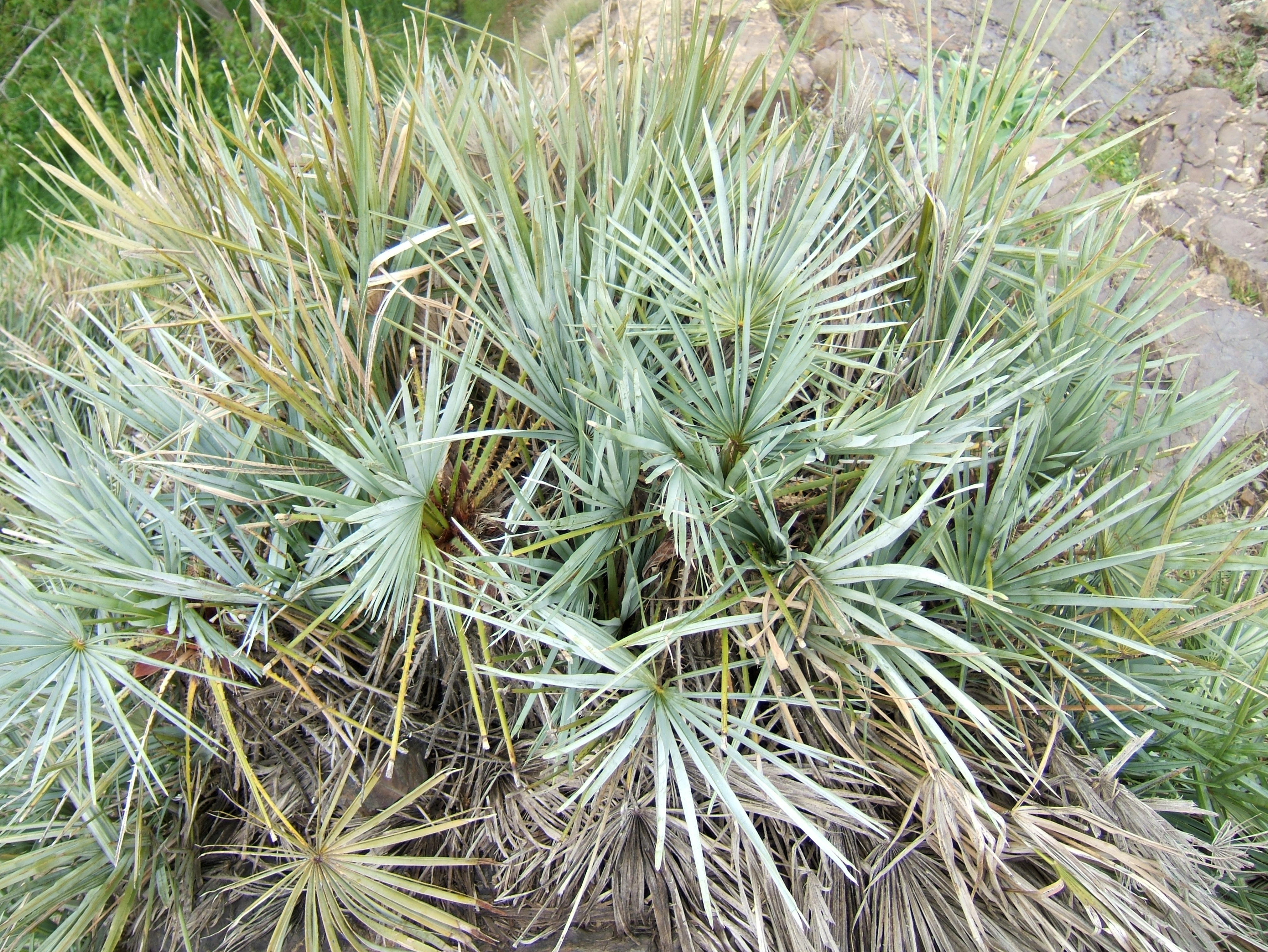
Chamaerops humilis var. argentea
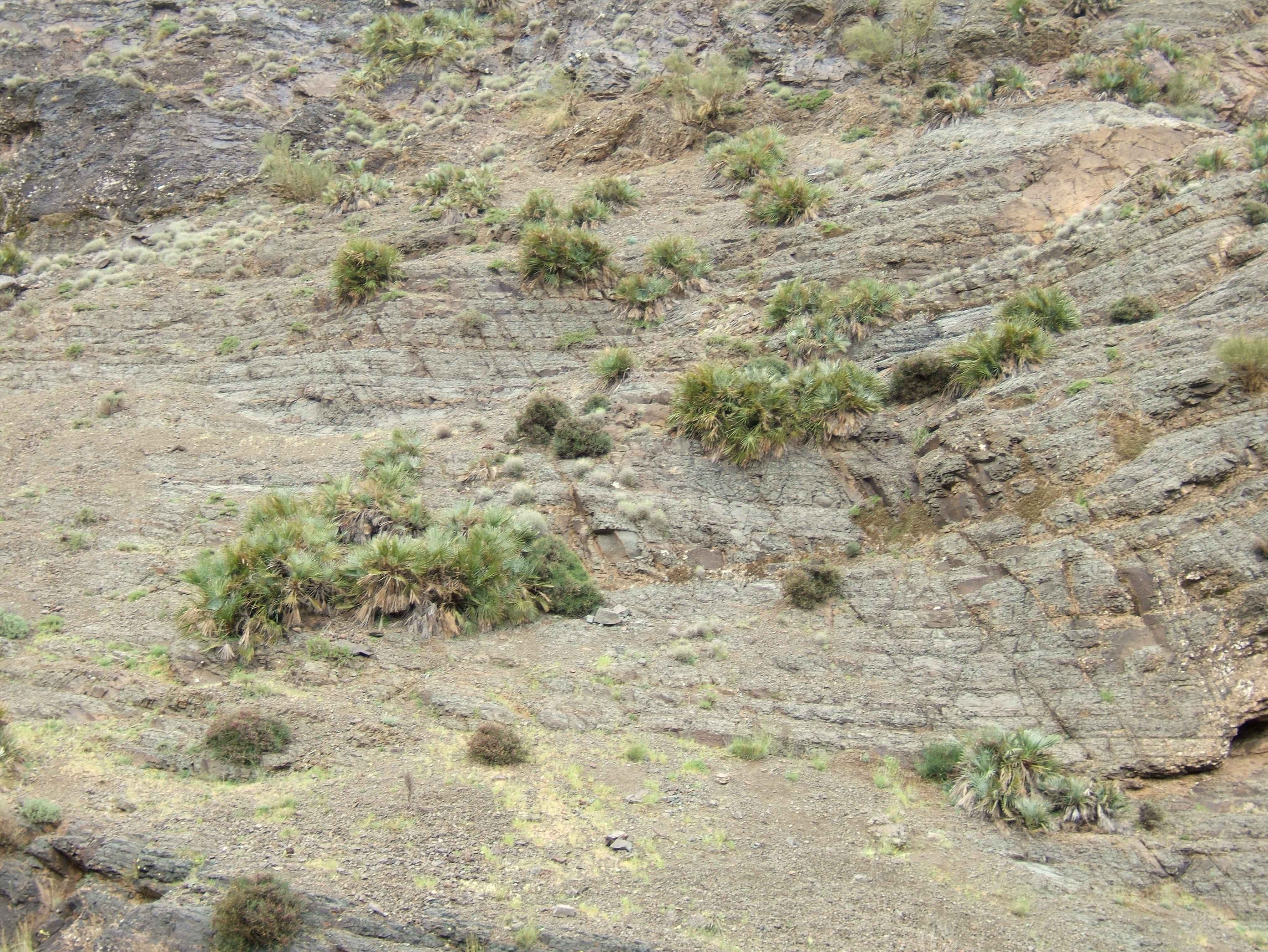
A lószőrpálma élőhelye Marokkóban